# Chris Foy
Christopher J. Foy (født 20. november 1962) er en engelsk fodbolddommer fra St. Helens, Lancashire. Han dømte internationalt under det internationale fodboldforbund FIFA fra 2002-2007. Han dømmer i den engelske Premier League.
Han har blandt andet dømt FA Cup-finalen i 2010 mellem Chelsea og Portsmouth